# Hamneidet
Hamneidet est une localité du comté de Troms, en Norvège.

## Géographie
Administrativement, Hamneidet fait partie de la kommune de Nordreisa.